# باخوس (ليوناردو)
باخوس، القديس يوحنا المعمدان سابقاً ، هو لوحة في متحف اللوفر في باريس العاصمة الفرنسية ، استناداً إلى رسم لفنان عصر النهضة الإيطالي ليوناردو دا فينشي . يعتقد أنه تمَّ إكمالها من قبل فنان آخر غير معروف ، ربما أحد التلاميذ في ورشة ليوناردو. ويعتقد سيدني ج. فرِيدبيرج [الإنجليزية] (مؤرخ خاصة للوحات عصر النهضة الإيطالية) أنَّ هذه اللوحة تعود إلى الفترة الثانية لليوناردو في ميلانو.  من بين الرسامين اللومبارد الذين تم اقتراحهم كمؤلفين محتملين هم تشيزاري دا سيستو و ماركو د أيونو [الإنجليزية] وفرانشيسكو ميلزي  و تشيزاري بيرنازانو. تُظهر اللوحة صورة ذكر برأس مزخرف وبشرة جلد نمر ،جالساً في منظر طبيعي مثالي. يشير بيده اليمنى إلى يساره ، ويده اليسرى يمسك عصاته ويشير أيضًا إلى الأرض.صورت اللوحة في الأصل يوحنا المعمدان . في القرن 17 في وقت متأخر، بين عامي 1683 و 1693، تم التلوين فوقها وتعديلها لتمثل باخوس . 
كاسيانو دال بوزو لاحظ هذه اللوحة في حالته السابقة، التي رآها في قصر فونتينبلو في 1625،حيث بدا القديس بلا قوة ولا تفاني ولا تشبيه،  كانت لوحة رقيقة جميلة، في مرحلة الشباب و كان جيوفانينو المخنث قليلاً على خلاف مع الاتفاقيات الفنية لتصوير القديس يوحنا المعمدان، النبي الزاهد الكبير في السن و لا الطفل الفلورنسي الصغير جيوفانينو ، ولكن نوعًا من اختراع ليوناردو ، من إحساس مثير للقلق غامض إلى حد ما، ذو شعور مألوف في لوحات ليوناردو بنصف الطول و الألوان الطولية للوحة الأخرى للقديس يوحنا المعمدان ،الموجودة أيضًا في متحف اللوفر. 
حول الافراط في تلوين لوحة القديس يوحنا نقلتها إلى صورة إله وثني ، من خلال تحويل طاقم المعمدانيين المتشابكين منذ فترة طويلة إلى باخوسيين، مع إضافة إكليل من الكرمة. رداء الفراء هو إرث يوحنا المعمدان ، ولكن تم الإفراط في رسمه بقع النمر التي تتعلق ، مثل إكليل ، باخوس ، إله النبيذ الروماني والتسمم.

## النسخ
عدد قليل من النسخ التي قام بها فنانو ليونارديتشي معروفة. يُنسب أحدهم إلى برناردينو لانينو (لوحة ، 24 × 24)   سم) ويقام في معرض اسكتلندا الوطني ، أدنبرة. يصور القديس يوحنا المعمدان في البرية ، ومع ذلك ، يتم وضع القديس على خلفية مغارة مع بعض الصخور العالية ، ونهر ، وركاب ورجل مشنوق. توجد نسخة أخرى من القرنين الخامس عشر والسادس عشر في متحف إنغرس ، مونتوبان. تم بيع نسخة أخرى ، نُسبت إلى متابع تشيزاري دا سيستو في مزاد علني في دار مزادات كريستيز في 23 أبريل 2008.

## الهوامش
1. ↑  غالبًا ما يُنسب إلى تشيزاري النسخة الأفضل بين ثلاث نسخ من العمل في صياغته الأصلية ،موجودة اللوحة على سبيل الإعارة في معرض اسكتلندا الوطني.
2. ↑  جرد سنة 1683 في "القديس يوحنا في الصحراء" في "فونتان بلو" وفي عام 1693 في قصر مودون كباخوس مع حاشية مضمنة أنها كانت تشير سابقاً إلى القديس يوحنا . (فريدبيرج 1982:285 الحاشية 16)